# Rivière du Bois Clair
Pour les articles homonymes, voir Bois Clair.
La rivière du Bois Clair est un affluent de la rive est de la rivière du Chêne laquelle se déverse sur la rive sud du fleuve Saint-Laurent. La rivière du Bois Clair" coule dans les municipalités de Sainte-Croix-de-Lotbinière et Saint-Édouard-de-Lotbinière, dans la municipalité régionale de comté (MRC) de Lotbinière, dans la région administrative du Chaudière-Appalaches, au Québec, au Canada.

## Géographie
Les principaux bassins versants voisins de la rivière du Bois Clair sont :
- côté nord : ruisseau Jean-Baptiste, ruisseau Saint-Eustache, fleuve Saint-Laurent ;
- côté est : rivière du Petit Saut, rivière Huron (rivière du Chêne), ruisseau Bois Franc ;
- côté sud : Bras des Boucher, rivière aux Cèdres, rivière aux Ormes (rivière Huron), rivière Henri (Leclercville) ;
- côté ouest : rivière du Chêne.

La rivière du Bois Clair" prend sa source au 3e rang sud dans la municipalité de Sainte-Croix. Cette zone constitue aussi la tête du ruisseau Barbin coulant vers le nord jusqu'au fleuve Saint-Laurent et d'un ruisseau coulant vers l'est jusqu'à la rivière du Petit Saut.
À partir de sa zone de tête, la rivière du Bois Clair" coule sur 13,3 km, répartis selon les segments suivants :
- 0,6 km vers le sud-ouest dans Sainte-Croix, jusqu'à la limite ouest de la municipalité ;
- 2,2 km vers le sud-ouest, puis vers le nord-ouest, jusqu'à la route 226 (désignée "route Principale"), qu'elle coupe à 2,6 km à l'est du village de Saint-Édouard-de-Lotbinière ;
- 6,2 km vers l'ouest, en coupant la route Laliberté et la route Ouellet, jusqu'à la route Soucy qu'elle coupe au village de Saint-Édouard-de-Lotbinière ;
- 4,3 km vers l'ouest, en coupant la route Bélanger, jusqu'à la sa confluence.

La rivière du Bois Clair" se déverse sur la rive est de la rivière du Chêne dans Saint-Édouard-de-Lotbinière. Cette confluence est située en face du rang du Portage de Leclercville, à 0,7 km en aval du pont de la rivière du Chêne (route 226), au sud-est du village de Leclercville et au sud du village de Lotbinière.

## Toponymie
Le terme Boisclair constitue un patronyme de famille d'origine française.
Le toponyme Rivière du Bois Clair a été officialisé le 5 décembre 1968 à la Commission de toponymie du Québec.